# كارل فيرنيك
كارل فيرنيك (بالألمانية: Carl Wernicke) هو طبيب نفسي وأعصاب ألماني، من مواليد 15 مايو 1848 في تارنووبتز سيليزيا في مملكة بروسيا (الآن بولندا). اشتهر فيرنيك بأبحاثه الوازنة في مجال التأثيرات المرضية لأشكال معينة من اعتلال الدماغ، بالإضافة إلى دراسة الحبسة الاستقبالية. ساهمت أبحاثه، إلى جانب أبحاث بول بروكا، في تحقيق إنجازات بارزة فيما يتعلق بتحديد مناطق الدماغ المسؤولة عن الوظائف اليومية، خاصة تلك المتعلقة بالنطق، على غرار منطقة فيرنيك التي سميت على اسمه.

## السيرة الذاتية
ولد كارل فيرنيك بحلول 15 مايو 1848 في تارنووبتز، وهي بلدة صغيرة في سيليزيا العليا (بروسيا)، ، حاليا تارنوسكي جوري، بولندا. تلقى تعليمه الثانوي بمدرسة جمنازيوم في أوبولي.
بعد حصوله على شهادته الطبية من جامعة بريسلاو  (سنة 1870)، عمل بذات المدينة في مستشفى اليرهيليجن كمساعد لبروفسور طب العيون السير أوستريد فورستر لمدة ستة أشهر. عمل بعدها لفترة من الزمن كجراح في الجيش، ثم عاد من جديد إلى المستشفى وعمل في قسم طب النفس تحت إشراف البروفيسور هاينريش نيومان،  الذي أرسله في وقت لاحق إلى فيينا لمدة ستة أشهر للدراسة عند طبيب الأمراض العصبية الشهير تيودور مينيرت  (مدير عيادة للأمراض النفسية تابعة ل[[مستشفى فيينا العام|مستشفى جامعة فيينا)، الذي كان له أثر عميق على حياة فيرنيك المهنية.
عمل فيرنيك خلال الفترة الممتدة بين سنتي 1875 و1878 كمساعد في مستشفى شاريتيه للأمراض النفسية والعقلية في برلين تحت إشراف كارل ويستفال، حيث أكمل تأهيله. اضطر فيرنيك في وقت لاحق إلى ترك العيادة بعد نزاع مع الإدارة، وعمل في البداية كطبيب أعصاب في برلين. وفي الوقت نفسه، قام بكتابة عمله «دليل أمراض الدماغ».
بحلول سنة 1885 تم تعيينه في منصب أستاذ مساعد في الطب النفسي والاضطرابات العصبية في بريسلاو، وسرعان ما عين في سنة 1890 أستاذا كاملا.

### دراسة الحبسة
بعد فترة وجيزة من نشر بول بروكا للنتائج التي توصل إليها بشأن العجز اللغوي الناجم عن حدوث ضرر على مستوى ما تعرف حاليا باسم منطقة بروكا، بدأ فيرنيك بحثه الخاص عن تأثيرات أمراض الدماغ على الكلام واللغة. لاحظ فيرنيك أنه ليست كل حالات العجز اللغوي كان نتيجة لحدوث ضرر في منطقة بروكا. بدلا من ذلك، وجد أن تلف الجزء الخلفي الأيسر من التلفيف الصدغي العلوي أدى إلى عجز في فهم اللغة. يشار إلى هذه المنطقة حاليا باسم منطقة فيرنيك، كما وتعرف المتلازمة المرتبطة بها باسم حبسة فيرنيك (الحبسة الاستقبالية)، حيث أن كلا المصلطلحين وكما يشير إليه اسمهما مرتبطين باسمه.

## مصطلحات مرتبطة باسمه
- «حبسة فيرنيك»: هي نوع من عدم القدرة على فهم الكلام، أو إنتاج خطاب ذي معنى. تحدث هذه الآفة نتيجة لحدوث تلف عصبي على مستوى الجزء الخلفي الأيسر من التلفيف الصدغي العلوي.[7][8]
- «الاعتلال الدماغي الفيرنيكي»: هو اختلال وظيفي عصبي حاد يسببه نقص الثيامين. يتميز بحدوث شلل في عضلات العين وترنح والارتباك العقلي. عندما يقترن ذهان كورساكوف، يدعى حينها باسم متلازمة فرنيكيه كورساكوف.[9][10]
- «منطقة فيرنيك»: هي منطقة تقع في الجزء الخلفي الأيسر للتلفيف الصدغي العلوي، تتجلى وظفتها في استيعاب اللغة المنطوقة والمكتوبة.
- «تفاعل حدقي فيرنيكي»: عدم وجود رد فعل مباشر للضوء في الجزء الأعمى من شبكية العين. والذي وصف لأول مرة من قبل طبيب العيون الألماني هيرمان ويلبراند بحلول سنة 1881.[11]
- «تشنج فيرنيكي».
- «خرف فيرنيكي».
- «فالج فيرنيكي-مان».

## الوفاة
تعرض فيرنيك بحلول 13 يونيو 1905 لحادثة مأساوية بينما كان يركب دراجته في غابة تورينغن، عانى على إثرها من عدة كسور في عظام الأضلاع والقص، ونتج عنها إصابته بحالة من استرواح الصدر، أدت في نهاية المطاف إلى وفاته.

## انطر أيضا
- بول بروكا

## روابط خارجية
- كارل فيرنيك على موقع الموسوعة البريطانية (الإنجليزية)